# Gyermekvasút
De Gyermekvasút of lijn 7 is een spoorlijn in de Hongaarse hoofdstad Boedapest. De lijn wordt geëxploiteerd door Magyar Államvasutak.

## Geschiedenis

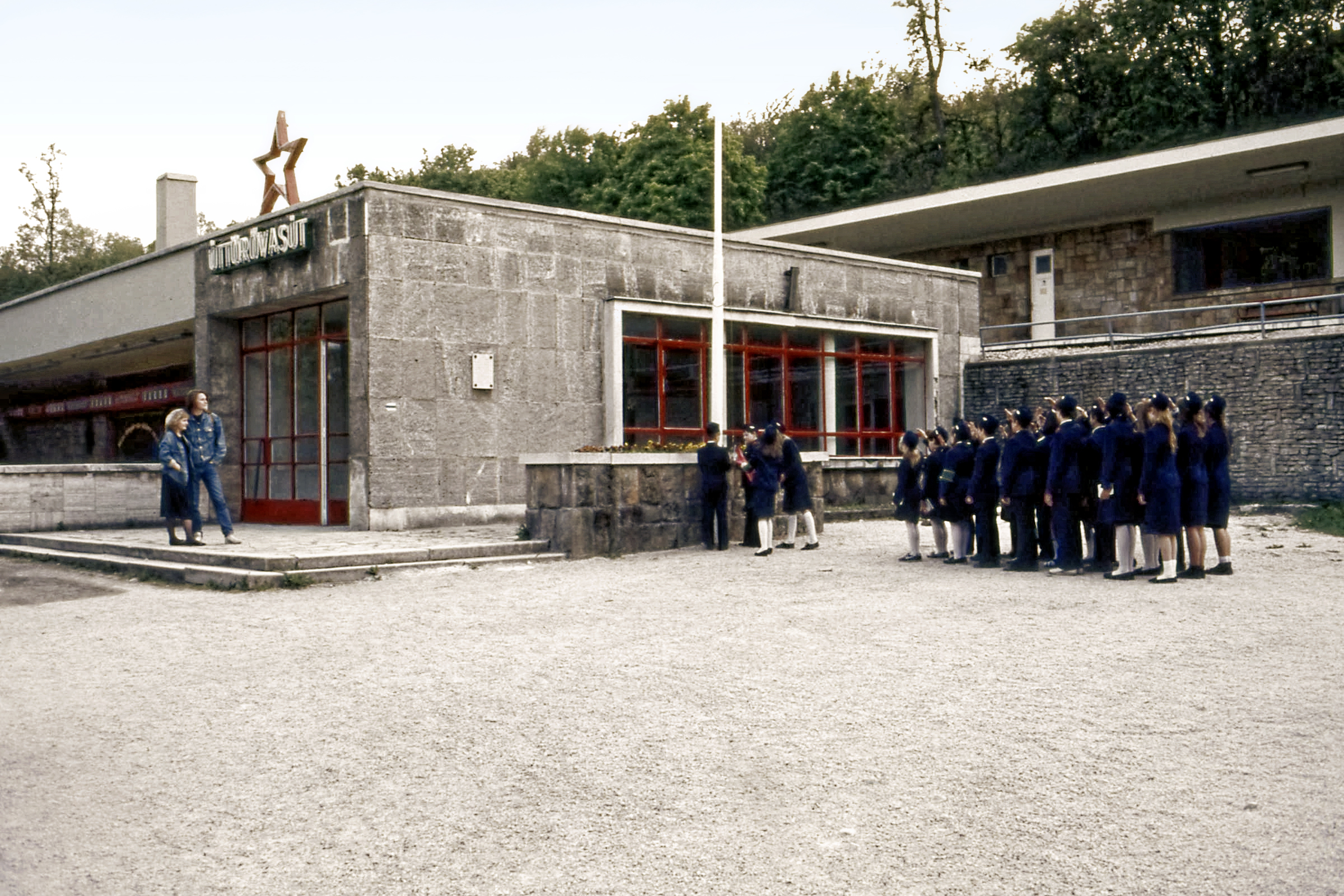
Vlagceremonie in 1988

De oorspronkelijke naam van de lijn was Úttörővasút wat pionierstrein betekent. Dit verwees naar de communistische jeugdbeweging. Na de val van het communisme werd de lijn omgedoopt tot Gyermekvasút wat kindertrein betekent.
De lijn is circa 11 kilometer lang en wordt voor het grootste deel beheerd door kinderen van 10-14 jaar. Hierdoor is het een bekende toeristische attractie. De kinderen zorgen als vrijwilliger voor de kaartverkoop en -controle en de bediening van de seinen. Volwassenen houden alleen toezicht op de bediening en rijden met de locomotieven.
Ook de locatie draagt bij aan de status van toeristische trekpleister. De lijn is namelijk gelegen op de flanken van de Jánoshegy, het hoogste punt van de stad en een belangrijk recreatiegebied.

## Galerij

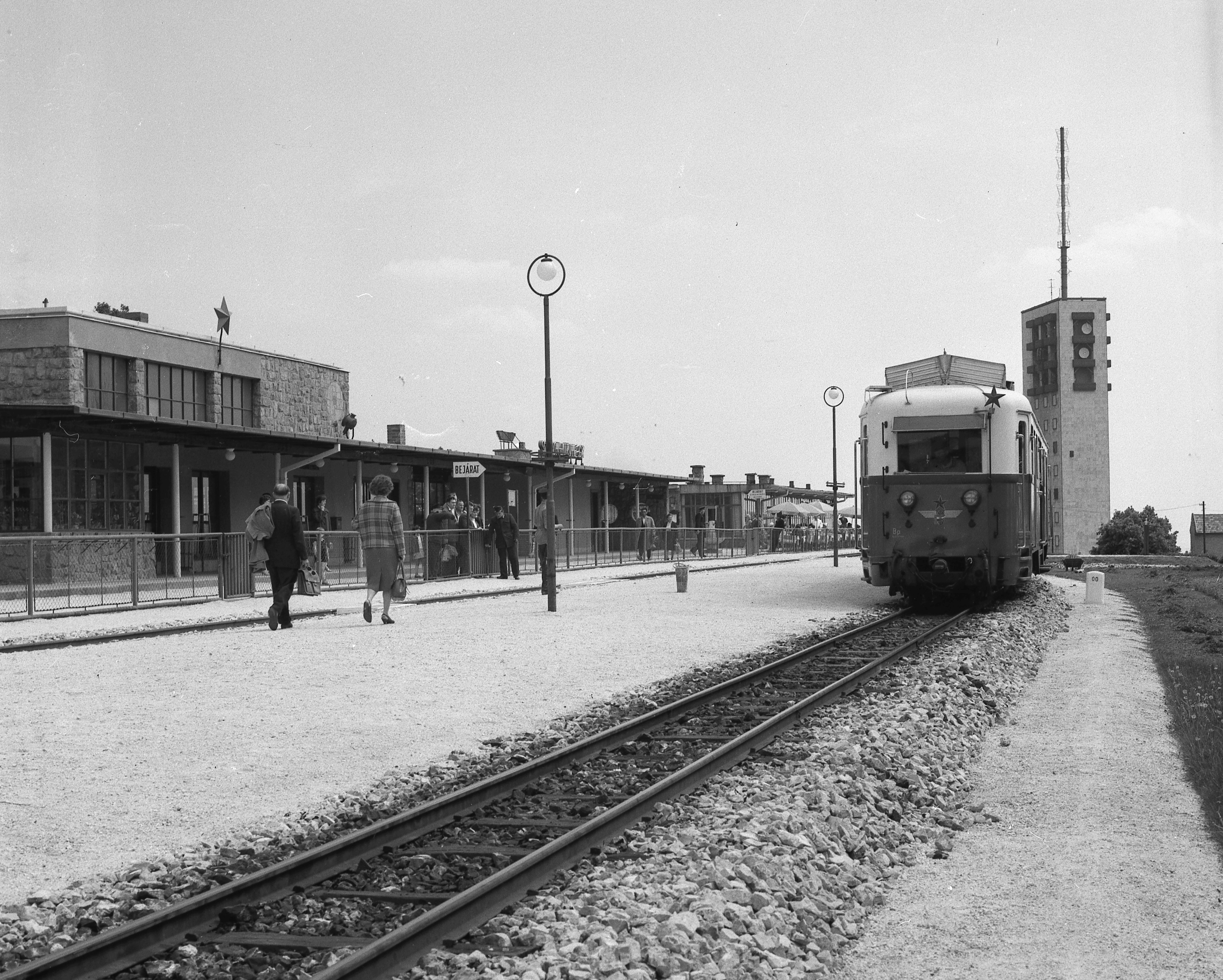
Station Széchenyi-hegy (1971)
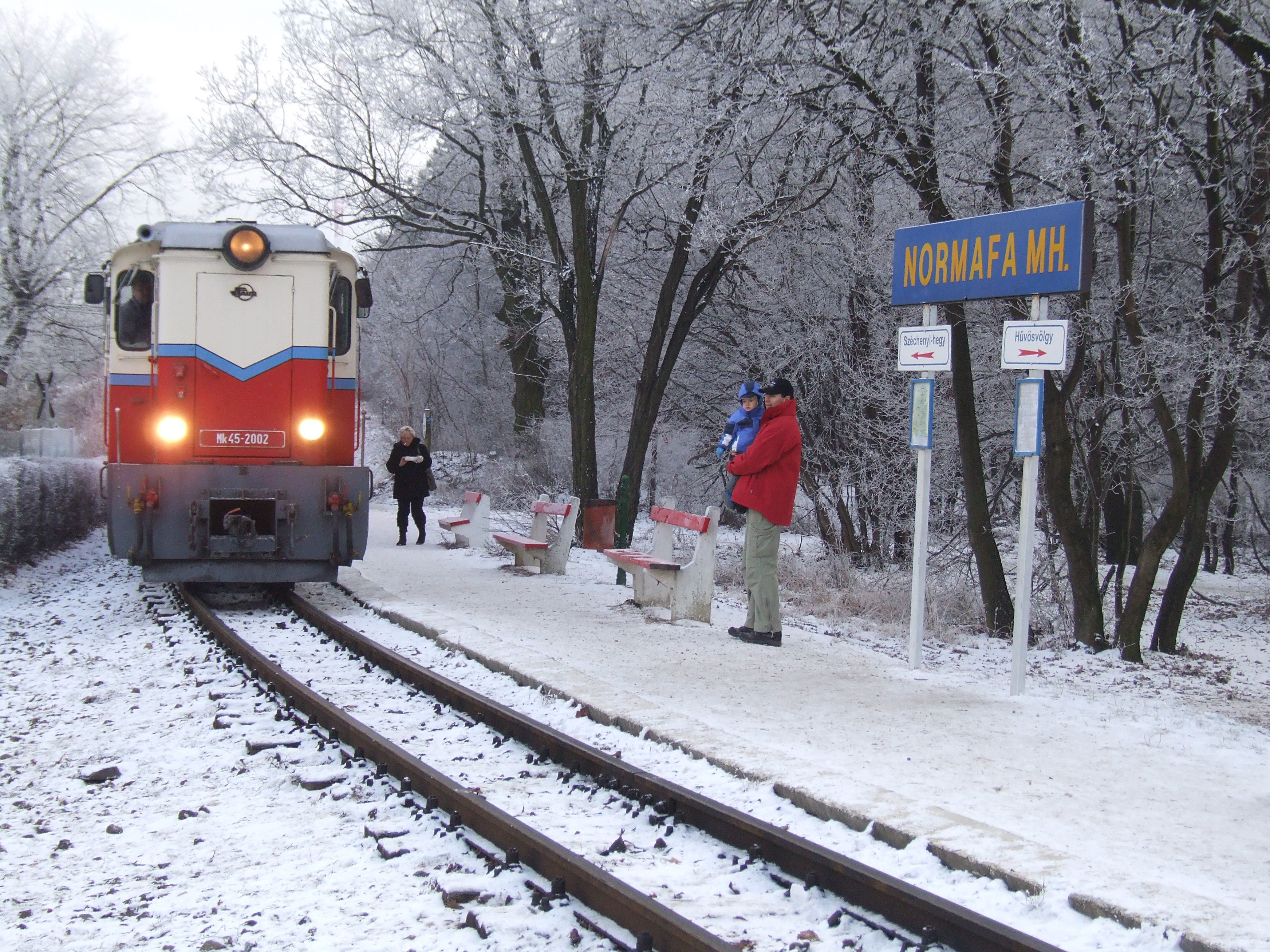
Stopplaats Normafa (2008)
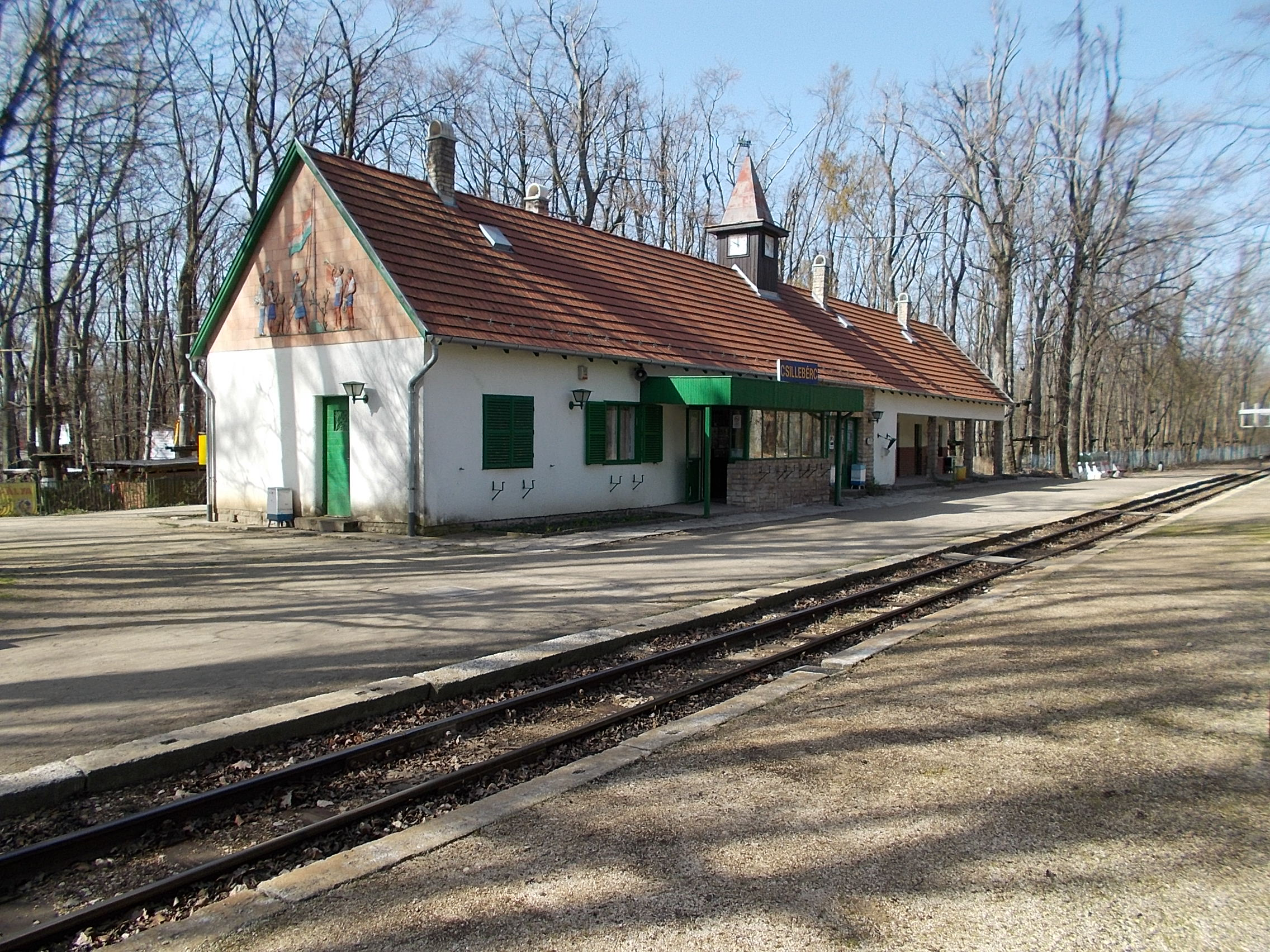
Station Csillebérc (2016)
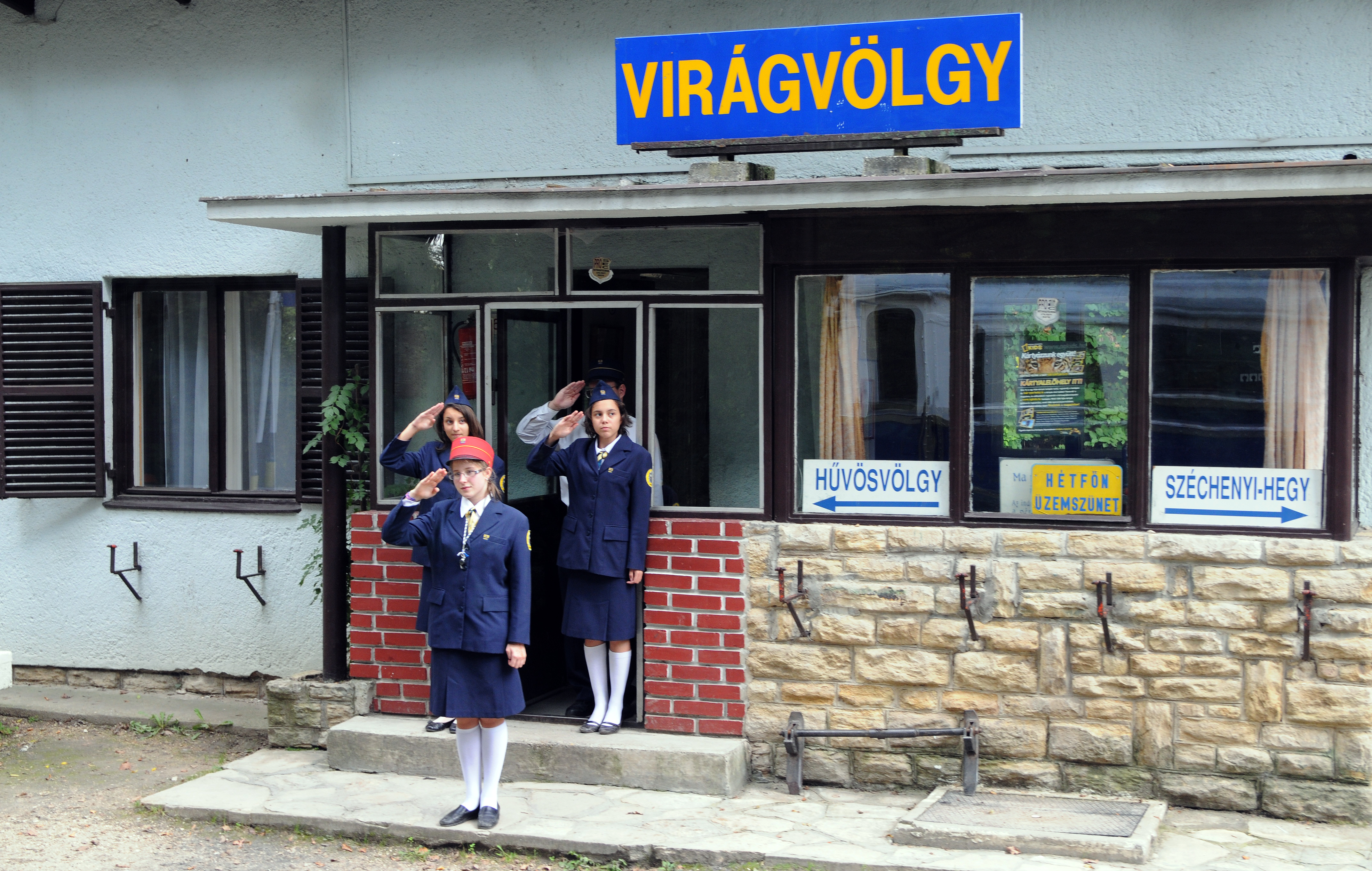
station Virágvölgy (2015)
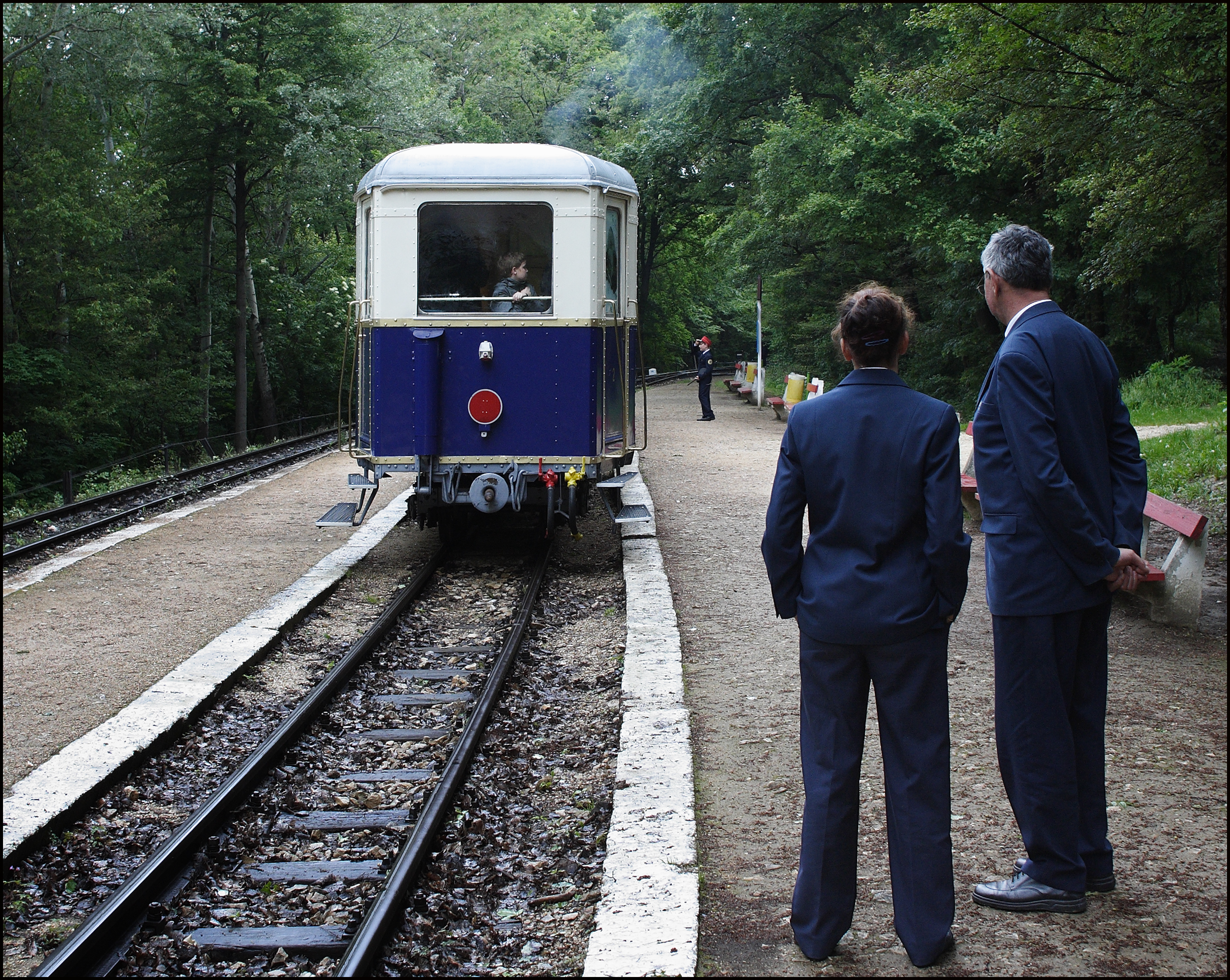
Station János-hegy (2014)
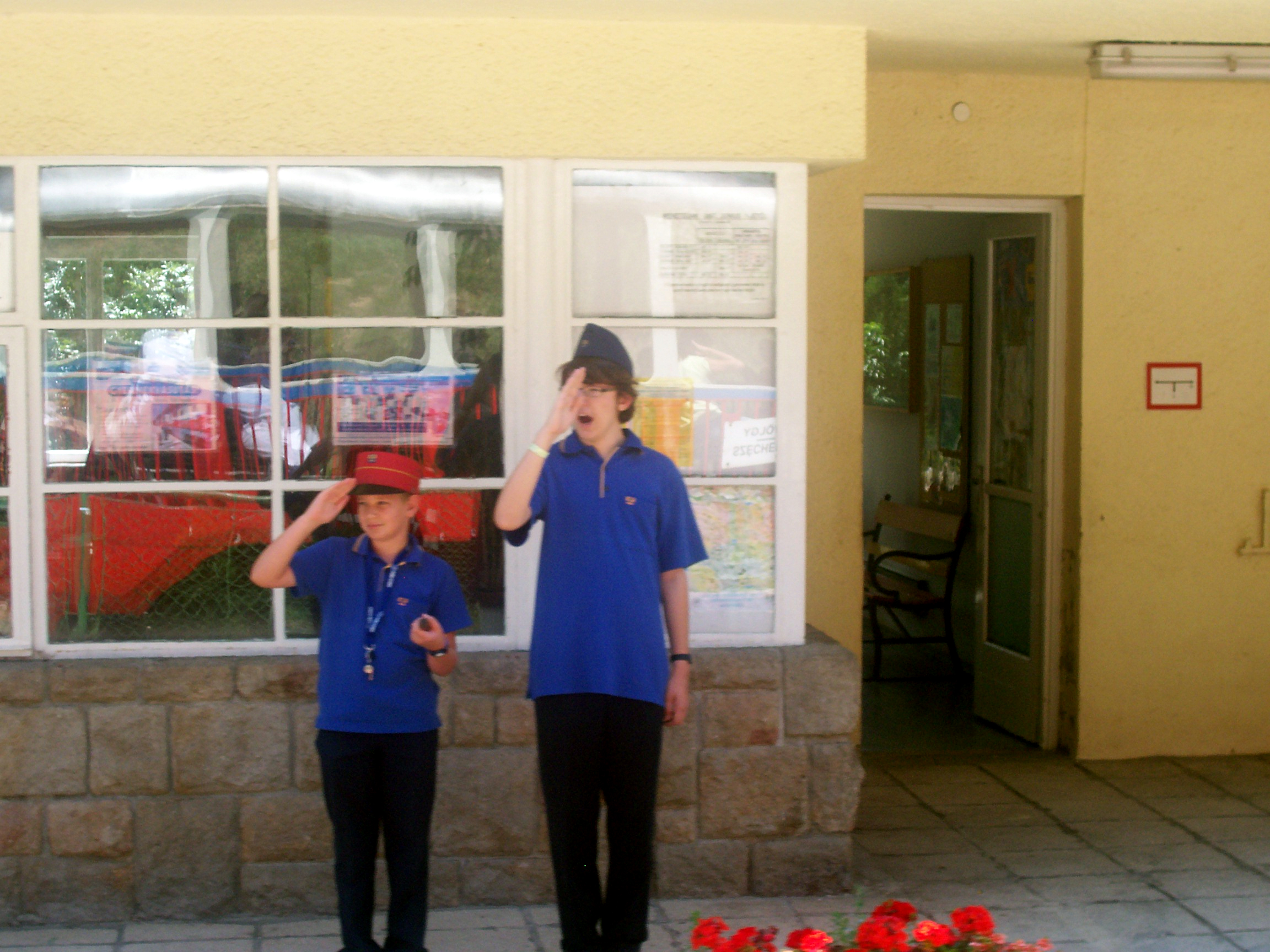
Station Szépjuhászné (2009)
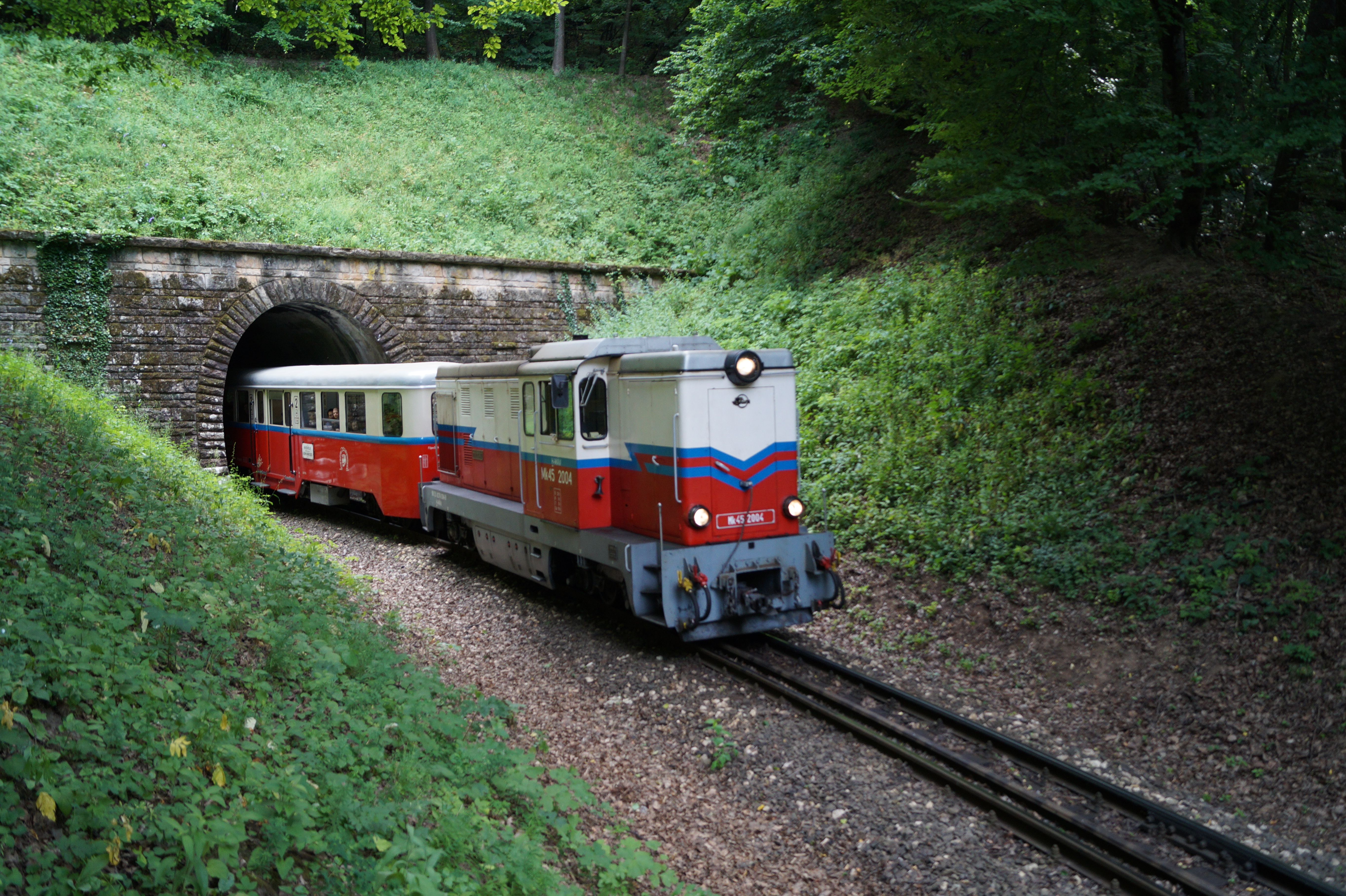
Keertunnel
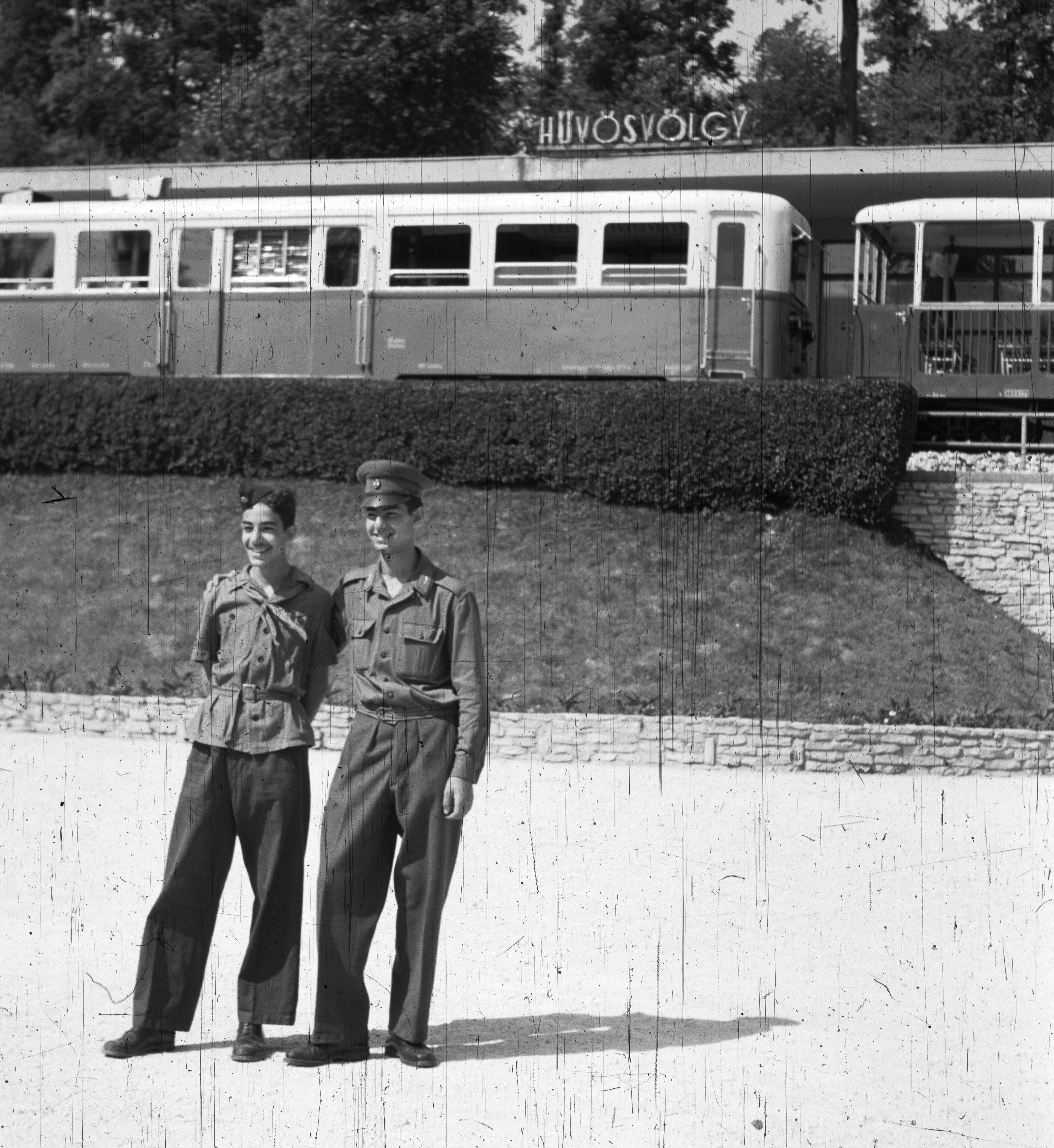
Station Hűvösvölgy (1961)
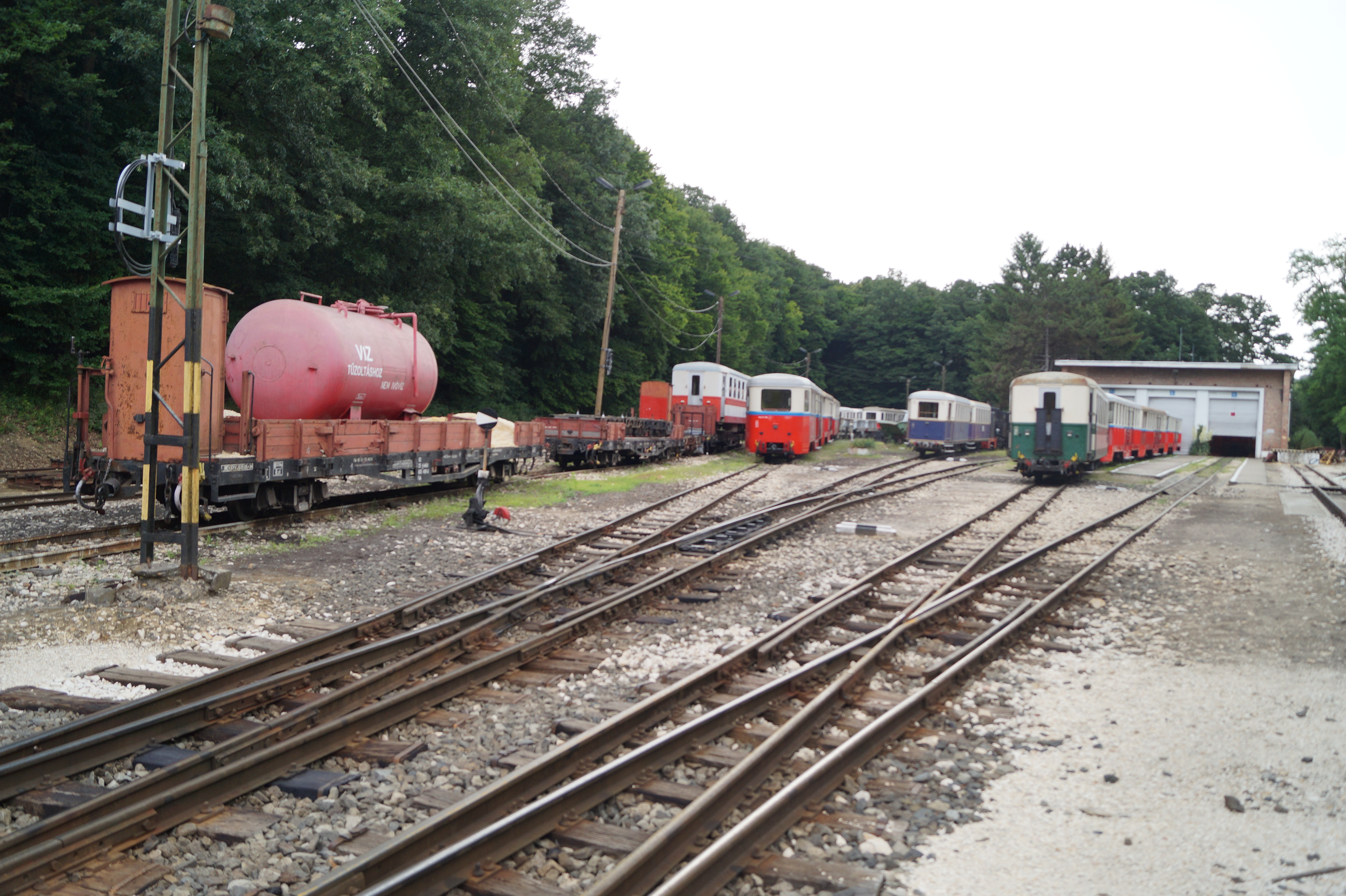
Werkplaats
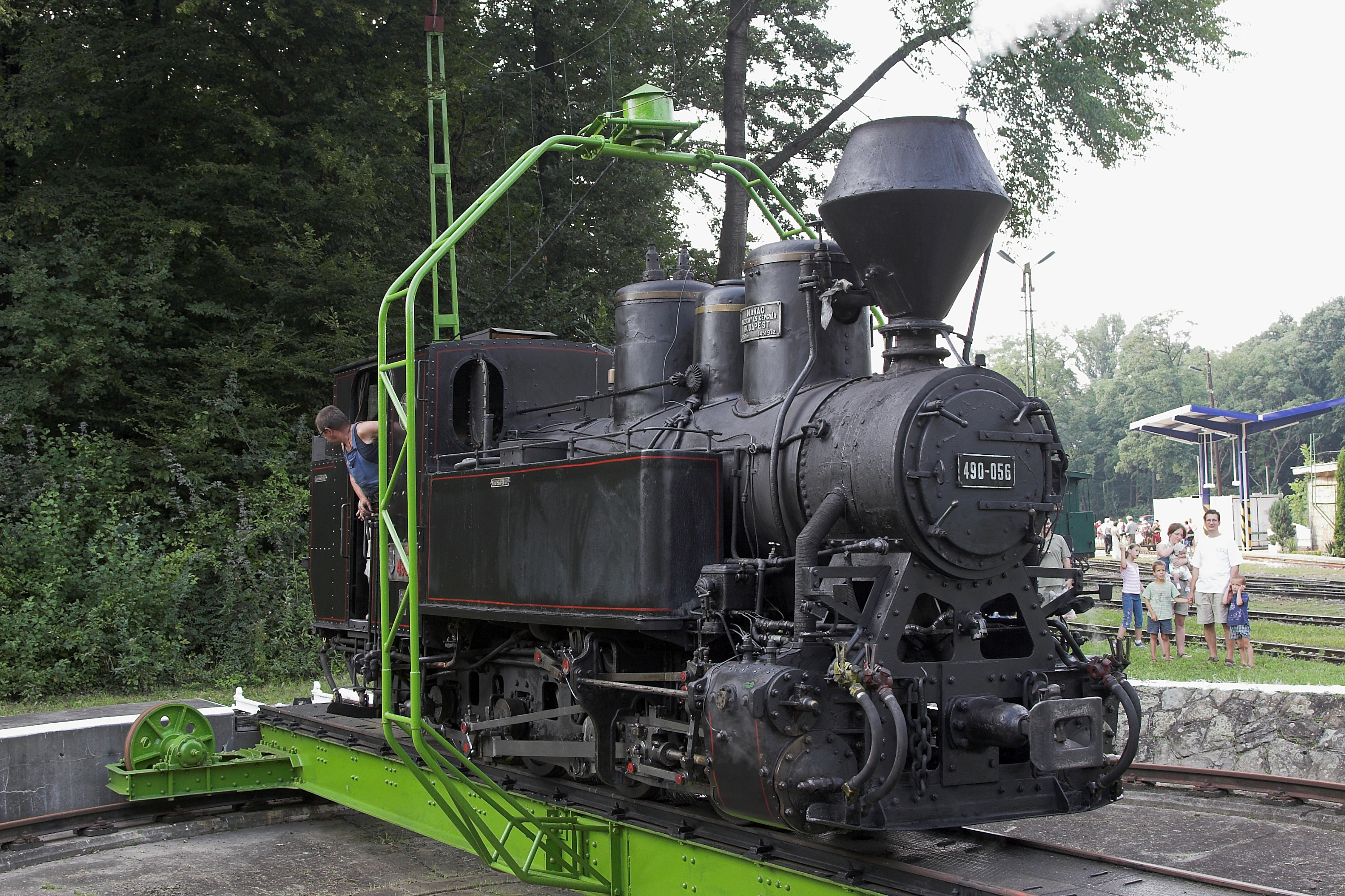
Stoomlocomotief op draaischijf
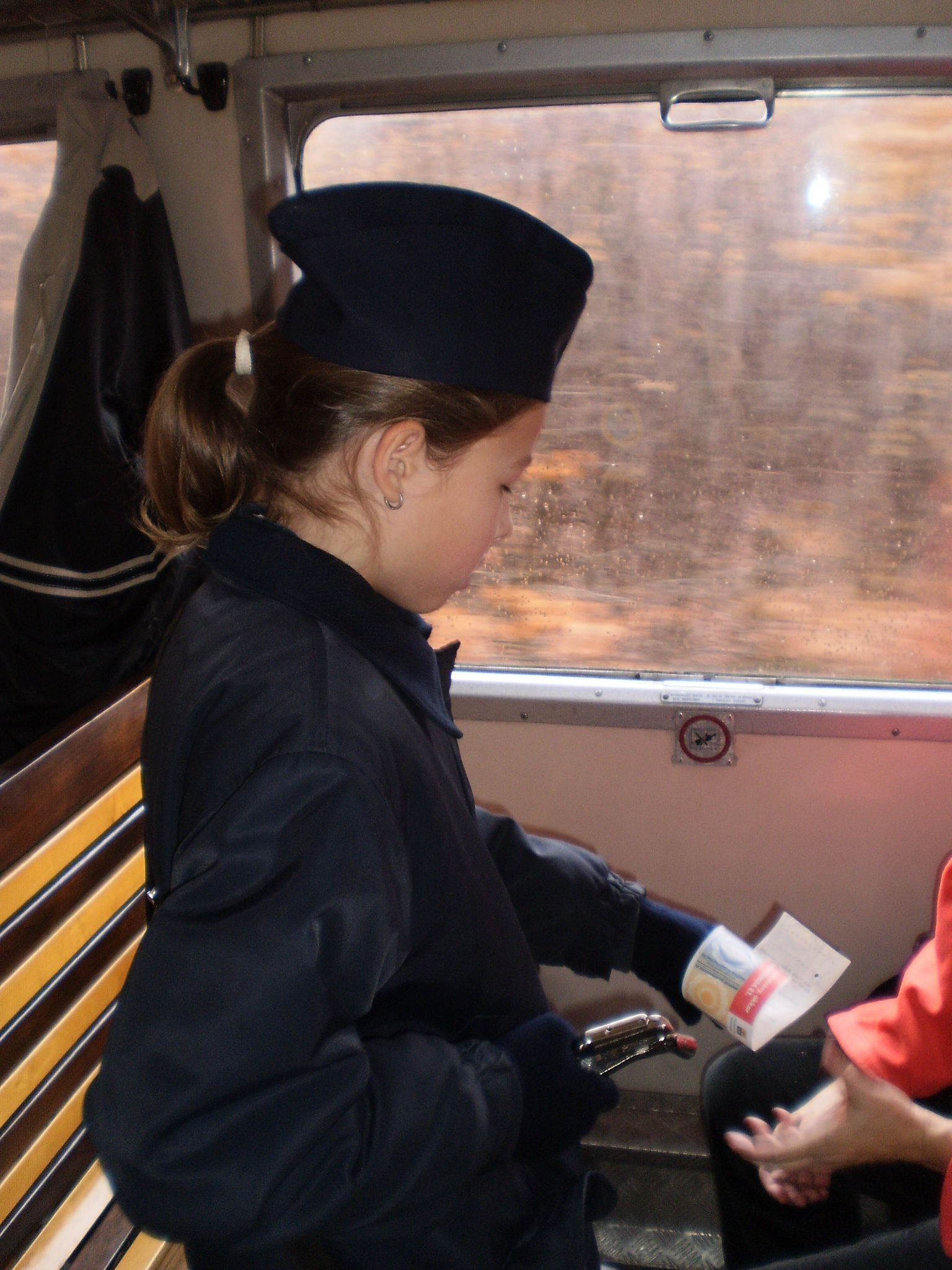
Conducteur (2010)